# Красноярська сільська рада (Топчихинський район)
Красноя́рська сільська рада (рос. Красноярский сельский совет) — сільське поселення у складі Топчихинського району Алтайського краю Росії.
Адміністративний центр — село Красноярка.

## Населення
Населення — 358 осіб (2019; 386 в 2010, 519 у 2002).

## Склад
До складу сільської ради входять:
| Населений пункт     | Населення, осіб (2002) | Населення, осіб (2010) |
| ------------------- | ---------------------- | ---------------------- |
| Красноярка, село    | 493                    | 376                    |
| Нагорний, селище    | 22                     | 10                     |
| Староалейка, селище | 4                      | 0                      |